# Jeret Peterson
Jeret „Speedy“ Peterson (* 12. Dezember 1981 in Boise, Idaho; † 25. Juli 2011 im Lambs Canyon, Utah) war ein US-amerikanischer Freestyle-Skifahrer. Er war auf die Disziplin Aerials (Springen) spezialisiert und gewann in der Saison 2004/05 die entsprechende Weltcup-Disziplinenwertung.

## Biografie
Peterson begann im Alter von sieben Jahren mit dem Skifahren und wandte sich als 14-Jähriger endgültig dem Freestyle-Skiing zu. Bei den Juniorenweltmeisterschaften 2000 und 2001 gewann er jeweils die Bronzemedaille. Sein Debüt im Weltcup hatte er am 6. Januar 2001 in Deer Valley, wo er Platz 19 erzielte. In der darauf folgenden Saison qualifizierte er sich mit zwei Top-10-Ergebnissen für die Olympischen Winterspiele 2002. Die erste Podestplatzierung im Weltcup gelang ihm am 12. Januar 2003 am Mont Tremblant mit Platz zwei, ein weiterer Podestplatz kam im Winter 2003/04 hinzu. Die Saison 2004/05 war Petersons erfolgreichste. Auf seinen ersten Weltcupsieg am 16. Januar 2005 in Lake Placid folgten zwei weitere, womit er die Aerials-Disziplinenwertung für sich entschied.
Im Sommer 2005 erschoss sich in Petersons Wohnung in Park City ein Freund vor seinen Augen. Obwohl ihn dieses Ereignis psychisch stark belastete, gehörte Peterson vor den Olympischen Winterspielen 2006 zu den meistgenannten Favoriten. Nach dem ersten Durchgang lag er auf dem dritten Platz, doch er fiel auf Platz sieben zurück, da er seinen Sprung „Hurricane“ (drei Salti mit fünf Schrauben) nicht stehen konnte. Aus Enttäuschung über seine Niederlage betrank er sich in einer Bar in Sauze d’Oulx und fing eine Schlägerei an, woraufhin er vom USOC unverzüglich aus dem olympischen Dorf verwiesen wurde.
In der Saison 2006/07 siegte Peterson weitere zwei Mal im Weltcup. Er nahm sich daraufhin eine einjährige Auszeit und war in Idaho als Bauarbeiter tätig. Nach einem Suizidversuch im September 2007 unterzog er sich einer Alkohol-Entziehungskur. 2009 gab er ein erfolgreiches Comeback und siegte bereits wieder bei seinem zweiten Weltcup-Wettbewerb. Allerdings konnte er in diesem Jahr auch bei seiner vierten Teilnahme an Weltmeisterschaften keine Medaille gewinnen. In der Weltcupsaison 2009/10 kam er zunächst nicht an das Leistungsniveau des Vorwinters heran. Bei den Olympischen Winterspielen 2010 vollführte er jedoch mit Erfolg den „Hurricane“-Sprung und gewann die Silbermedaille.
Peterson erschoss sich am 25. Juli 2011 im Lambs Canyon zwischen Salt Lake City und Park City in Utah. Beamte entdeckten die Leiche und fanden in der Nähe seines Autos einen Abschiedsbrief. Laut Polizei hatte Peterson den Notruf gewählt, bevor er sich erschoss. Drei Tage zuvor war er in Idaho wegen Trunkenheit am Steuer in einem minder schweren Fall festgenommen und gegen Kaution freigelassen worden.

## Erfolge

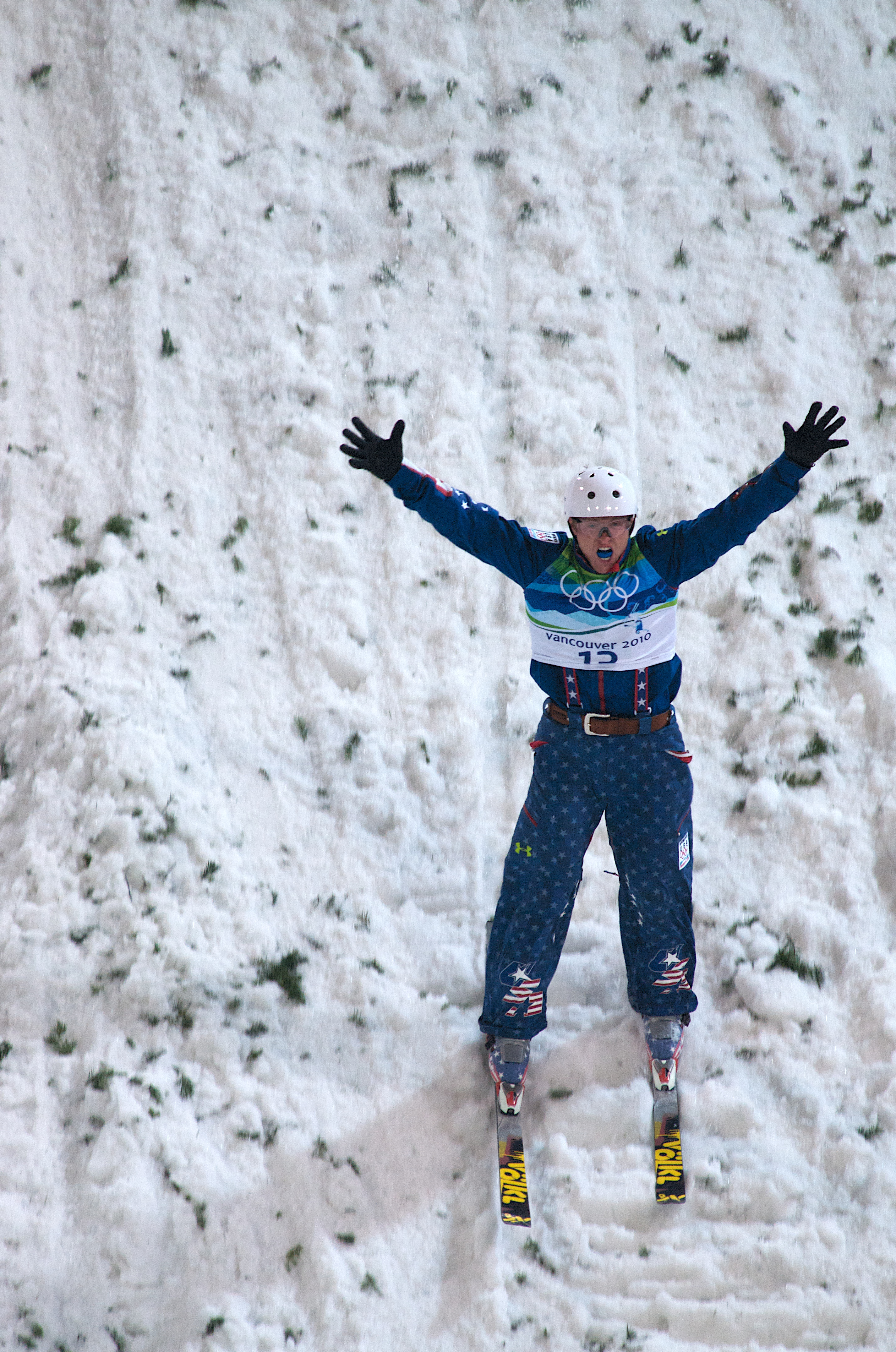
Peterson bei den Olympischen Winterspielen 2010

### Olympische Spiele
- Salt Lake City 2002: 9. Aerials
- Turin 2006: 7. Aerials
- Vancouver 2010: 2. Aerials

### Weltmeisterschaften
- Deer Valley 2003: 6. Aerials
- Ruka 2005: 12. Aerials
- Madonna di Campiglio 2007: 7. Aerials
- Inawashiro 2009: 8. Aerials

### Weltcupwertungen
- Saison 2002/03: 7. Aerials-Weltcup
- Saison 2004/05: 4. Gesamtweltcup, 1. Aerials-Weltcup
- Saison 2005/06: 6. Aerials-Weltcup
- Saison 2006/07: 3. Gesamtweltcup, 2. Aerials-Weltcup
- Saison 2008/09: 10. Gesamtweltcup, 3. Aerials-Weltcup

### Weltcupsiege
Peterson errang 15 Podestplätze, davon 7 Siege:
| Datum             | Ort          | Land       |
| ----------------- | ------------ | ---------- |
| 16. Januar 2005   | Lake Placid  | USA        |
| 21. Januar 2005   | Fernie       | Kanada     |
| 5. Februar 2005   | Shenyang     | China      |
| 3. September 2005 | Mount Buller | Australien |
| 11. Januar 2007   | Deer Valley  | USA        |
| 12. Januar 2007   | Deer Valley  | USA        |
| 18. Januar 2009   | Lake Placid  | USA        |

### Weitere Erfolge
- 1 US-amerikanischer Meistertitel (2006)
- 5 Podestplätze im Nor-Am Cup, davon 1 Sieg
- 2 Podestplätze im Europacup